# Feliz (Rio Grande do Sul)
Feliz, amtlich portugiesisch Município de Feliz, deutsch Glück oder Glücklich, ist eine Gemeinde im brasilianischen Bundesstaat Rio Grande do Sul. Sie ist Teil der Region Vale do Caí in der Serra Gaúcha. Die Bevölkerung wurde zum 1. Juli 2021 auf 13.728 Einwohner geschätzt, die Felizenser genannt werden und auf einer Gemeindefläche von rund 94,8 km² leben.

## Geographie
Angrenzende Gemeinden sind Alto Feliz, Bom Princípio, Linha Nova, Nova Petrópolis, São José do Hortêncio und Vale Real.

### Vegetation
Das Biom ist Mata Atlântica.

## Hydrographie
Durch den Hauptort und das Gemeindegebiet fließt der Rio Caí, der als linker Nebenfluss in den Rio Jacuí mündet.

### Klima
Die Gemeinde hat ein gemäßigtes und warmes Klima, Cfa nach der Klimaklassifikation nach Köppen und Geiger. Die Durchschnittstemperatur ist 19,1 °C. Die durchschnittliche Niederschlagsmenge liegt bei hohen 2056 mm im Jahr.

## Geschichte
Durch das Staatsgesetz Nr. 3726 vom 17. Februar 1959 wurde der Distrikt Feliz aus São Sebastião do Caí ausgegliedert und erhielt Stadtrechte. Installiert wurde die Gemeinde am 31. Mai 1959.
Frühere Bezeichnungen waren Santa Catarina da Feliz und Júlio de Castilhos.

## Kommunalverwaltung
Bei der Kommunalwahl 2020 wurde Clóvis Freiberger Junior, genannt Junio Freiberger, des Partido Social Democrático (PSD) mit 4890 oder 55,93 % der gültigen Stimmen für die Amtszeit von 2021 bis 2024 zum Stadtpräfekten (Bürgermeister) gewählt.
Die Legislative liegt bei einem Stadtrat, der Câmara de Vereadores, aus neun gewählten Vertretern der Gemeinde.

## Bevölkerungsentwicklung
| Jahr | Einwohner | Stadt | Land   |
| --- | --------- | ----- | ------ |
| 1960 | 11.381    | 1.041 | 10.340 |
| 1970 | 12.727    | 1.524 | 11.203 |
| 1980 | 13.305    | 3.938 | 9.367  |
| 1991 | 15.565    | 8.362 | 7.203  |
| 2000 | 11.316    | 7.975 | 3.341  |
| 2010 | 12.359    | 9.416 | 2.943  |
| 2021 | 13.728    | ?     | ?      |
| Die zur Anzeige dieser Grafik verwendete Erweiterung wurde dauerhaft deaktiviert. Wir arbeiten aktuell daran, diese und weitere betroffene Grafiken auf ein neues Format umzustellen. (Mehr dazu) |           |       |        |

Quelle: IBGE (2011)

## Persönlichkeiten

### In Feliz geboren
- José Mário Stroeher (* 1939), römisch-katholischer Bischof
- Remídio José Bohn (1950–2018), römisch-katholischer Bischof
- Diego Viana (* 1983), Fußballspieler

### Mit Feliz verbunden
- Heinrich Wilhelm Hunsche (1839–1934), evangelischer Pfarrer und Missionar in Südbrasilien. Er gilt dort als ein Pionier des Evangeliums.